# Eupithecia campanulata
Eupithecia campanulata là một loài bướm đêm trong họ Geometridae.